# Барон, Юлиус
Юлиус (Юлий) Барон (нем. Julius Baron; 1 января 1834, Твардогура, Нижнесилезское воеводство — 9 июня 1898 или 7 июня 1898, Бонн, Пруссия) — германский и швейцарский правовед  и историк права; доктор наук, профессор римского права, приверженец пандектной системы.

## Биография
Юлиус Барон родился 1 января 1834 года в немецком городке Фестенберг (ныне город Твардогура, Польша) в еврейской семье. С 1845 по 1851 год он посещал Гимназию Эльзера и Гимназию Марии Магдалины в Бреслау (ныне Вроцлав). Изучал право в университетах Бреслау и Берлина.
В июне 1855 года, защитив диссертацию на тему «De iudiciorum constitutione in veteris Saxoniae urbibus», Ю. Барон получил докторскую степень в Берлинском университете.
В 1859 году Юлиус Барон был принят асессором на прусскую судебную службу; работал в Берлинском городском суде и Министерстве юстиции Пруссии. В качестве сотрудника Министерства юстиции участвовал в разработке проекта нового Гражданско-процессуального кодекса.
В апреле 1860 года он получил хабилитацию на юридическом факультете Берлинского университета в качестве лектора римского права и прусского государственного права. В том же году он опубликовал свои работы под заглавием «Трактаты из прусского права», а в 1864 году издал «Общие правовые отношения в римском праве».
В 1866 году Барон попросил освободить его от судебной службы, чтобы иметь возможность полностью посвятить себя академической карьере.
В 1869 году Юлиус Барон получил звание экстраординарного профессора Берлинского университета. Несмотря на свою преподавательскую деятельность, он находил время и для дальнейших юридических публикаций. В 1872 году появился его широко известный учебник «Pandekten», который он неоднократно редактировал и дополнял и который выдержал множество изданий, а в 1874 году увидел свет его труд «Das Heirathen in alten und neuen Gesetzen». В 1873 году он стал соавтором фестшрифта в честь своего соотечественника и коллеги Августа Вильгельма Хеффтера.
На Пасху 1880 года Барон принял приглашение на кафедру права в Грайфсвальдском университете. Во время своего пребывания в Грайфсвальде он опубликовал первую часть «Die Kondiktionen» (1881) и вторую часть «Die Adjectivischen Lamentations» (1882) своего многотомного труда «Очерки римского гражданского процесса» . Третья и заключительная часть «Der Denuntiationsprozeß» была издана в 1887 году.
Благодаря успеху своих «Пандектов», в 1883 году Барон получил учёное звание профессора права в Бернском университете. Там он ввел новый метод обучения — семинары; вместо классических лекций он сделал ставку на активное участие студентов.
В 1888 году Юлиус Барон перевёлся в Боннский университет и был там профессором права до самой смерти. Его кафедра включала римское право, прусское право и гражданское процессуальное право. Барон был причислен к академическим социалистам, пытавшимся решать социальные проблемы в гражданском праве. Он продолжал публиковать юридические работы и печатал небольшие эссе в «Deutsche Juristen-Zeitung», в ежемесячнике «Westermanns Monatshefte» и в журнале «Nord und Süd».
Согласно «БСЭ», «как и большинство германских специалистов в области римского права, Барон довольствовался формально-логическими построениями, игнорируя социально-экономическую основу правовых явлений».
Юлиус Барон умер 9 июня 1898 года в возрасте в Бонне.
Учёный завещал свою обширную юридическую библиотеку Бернскому университету.